# 推背图
《推背图》是一部历史悠久的谶书。部分爱好者相信它是中国古代一本预言书，但是大多数学者认为，该书在流传的过程中屡经修改，将已知的历史改成图谶加以比附，并非原书具有预言能力 。由于历朝历代均严禁此类谶书，该书又不断被人篡改，故其本来面目已渺不可考。此书有众多不同版本，且内容各不相同，互相冲突。

## 作者、成书时间和版本
《推背图》相传是唐朝太宗皇帝李世民命天文学家李淳风、相士袁天罡合著推算大唐气运而作。出现“推背图”一词的最早文献是唐代的《大云经疏》。南宋人岳珂的《桯史》“艺祖禁谶书”条也提到推背图，以为作者是李淳风。不过，《旧唐书》和《新唐书》里李淳风、袁天纲的传记，列有二人著作数十种，并无《推背图》，而元朝成书的《宋史·艺文志五》则将该书归入子部五行类，作者佚名。
有书籍如《破解闰八月劫数》等，称该通行本非唐代产物。香港中文大学哲学系的劳思光教授曾经举出岳珂的《桯史》和陆游的《南唐书》来证明《推背图》经过篡改，原本已不可求。
香港专栏作家王亭之先生则指出通行本是清末民国初年间人的伪作，有一些图象理应是清末术士摻進。现在坊间常见的版本是民国四年出版，托名明末清初金圣叹作序并加以评注字样的六十图版本，共一卷，六十象，按天干、地支排序。每象附有图一幅、谶语四句、“颂曰”四句、金圣叹评注一段。起“自从盘古迄希夷”，终“不如推背去归休”。一般认为该版本是清末民国初年间人的伪作。
另一常见版本藏于台北中央研究院歷史語言研究所傅斯年圖書館，共两册。65页，每页彩图一幅，七言四句，另有注释若干。起“鞍鹿山(安禄山)木易(楊)玉环”，终“一甲人推一金甲人推背”。
《推背圖》至少有六個版本：
1. 彩繪明抄本，台灣中央研究院藏；
2. 明抄本（無圖），台灣中央圖書館藏；
3. 明抄本，芝加哥大學藏；
4. 清初潘氏八喜樓抄本[9]；
5. 清末石印本，芝加哥大學藏；
6. 流行版（即金聖歎批注版）[10]，出版者稱1860年火燒圓明園時由圓明園流出，網路上流傳的多為此版本，但原本从未现身。台湾学者翁常锋在专著《<推背图>研究》中，针对“金批”版的真实性，提出一系列质疑。[3]

## 预言解读
推背圖版本眾多，內文並不統一，且各方見解有異。部分爱好者相信《推背图》有神奇的预言能力，但学者多认为其实都是书者按照已经已经发生的历史事件来编造谶语。